# Clio polita
Clio polita är en snäckart som först beskrevs av Jean Paul Louis Pelseneer 1888.  Clio polita ingår i släktet Clio och familjen Cavoliniidae. Inga underarter finns listade i Catalogue of Life.